# Kcynka
Kcynka (Kcynianka, Kcyninka ) – rzeka w Polsce, w województwie kujawsko-pomorskim i częściowo w wielkopolskim. Rzeka jest lewym dopływem Noteci. Jej źródła znajdują się niedaleko miejscowości Kcynia (stąd nazwa rzeki), a ujście niedaleko wsi Nowy Dwór.